# Jasonia
Jasonia là một chi thực vật có hoa trong họ Cúc (Asteraceae).

## Loài
Chi Jasonia gồm các loài: